# Tálknafjörður
Tálknafjörður je fjord a stejnojmenná vesnice na severozápadě Islandu. V roce 2011 zde žilo 306 obyvatel. Zeměpisné souřadnice jsou 65°38' severní šířky a 23°49' západní délky.

## Historie a současnost
Vesnice se začala utvářet přibližně v polovině 20. století v blízkosti tamějšího přístavu. Klíčovým pro rozvoj obce byla zejména 80. léta 20. století, kdy došlo hned k několika významným událostem – byl přijat nový územní plán, byla provedena významná modernizace přístavu a snížila se míra nezaměstnanosti místního obyvatelstva.
Nyní se zde nachází například základní škola, obchod, pobočka pošty nebo benzinová pumpa.